# NGC 4951
NGC 4951 је спирална галаксија у сазвежђу Девица која се налази на NGC листи објеката дубоког неба.
Деклинација објекта је - 6° 29' 39" а ректасцензија 13h 5m 7,5s. Привидна величина (магнитуда) објекта NGC 4951 износи 12,0 а фотографска магнитуда 12,7. Налази се на удаљености од 16,120 милиона парсека од Сунца. NGC 4951 је још познат и под ознакама MCG -1-33-81, IRAS 13025-0613, PGC 45246.